# Ускладнення при бурінні
Ускладнення при бурінні (рос. осложнения при бурении; англ. drilling troubles; drilling hazards, drilling problems; нім. Komplikation f beim Bohren) — ускладнення стану стовбура свердловини, які утруднюють її подальше заглиблення, порушення безперервності технологічного процесу при дотриманні технічного проекту і правил ведення бурових робіт, викликані явищами гірничо-геологічного характеру. Найбільш поширені порушення цілісності стінок свердловини, поглинання промивальної рідини, нафто-, водо- або газопрояви, прихоплення інструменту в свердловині.
Ускладнення — це технологічна ситуація, яка призводить до порушення нормального ходу процесу буріння свердловини.

## Види ускладнень
Розрізняють наступні види ускладнень:
- поглинання бурового розчину — це гідродинамічна взаємодія між стовпом рідини у свердловині і пластом, у результаті якої спостерігається поступлення розчину в поглинаючий горизонт з проникністю, яка ускладнює подальше поглиблення свердловини. Поглинання бурових і тампонажних розчинів можуть виникнути у загальному випадку в пластах, проникність яких визначається гранулярною пористістю, тріщинуватістю і кавернозністю гірських порід. Розрізняють механізм поглинання в'язких і структурованих рідин. Поглинання в'язких рідин можливі в будь-яких проникних гірських породах, а інтенсивність поглинання визначається величиною репресії на поглинаючий пласт, властивостями рідини і гідродинамічними характеристиками пласта. Особливість поглинання структурованих рідин полягає в тому, що малопористі породи не поглинають їх навіть при великих перепадах тиску в системі свердловина-пласт. Поглинання бурових розчинів в таких пластах виникає в основному внаслідок їх гідравлічного розриву.
- обвалювання стінок свердловини та осипання — гідродинамічна взаємодія стовпа бурового розчину з розбурюваним горизонтом в результаті якої порушується цілісність стінок свердловини. При обвалюванні утворюються каверни.
- прихоплення бурильної колони — гідродинамічна взаємодія стовпа бурового розчину з розбурюваним горизонтом в результаті якої колона стає нерухомою по відношенню до свердловини подальше поглиблення не можливе.
- ГНВП — гідродинамічна взаємодія стовпа бурового розчину з розбурюваним горизонтом в результаті якої пластовий флюїд поступає в свердловину, різко зменшується густина і може наступити викид.

Під час буріння свердловин найчастіше спостерігаються такі ускладнення: поглинання промивальної рідини і тампонажних розчинів, прояви пластових флюїдів, порушення стінок свердловини (утворення каверн, жолобів, осипання, обвали, течія солевих відкладів, набухання стінок свердловини), прихоплення колони бурильних або обсадних труб, викривлення стовбура свердловин.

## Основні причини ускладнень
- складні гірничо-геологічні умови буріння в окремих горизонтах (аномально високі або аномально низькі пластові тиски, несприятливі характеристики пластових флюїдів, наявність нестійких або розчинних порід та ін.);
- невідповідність інформаційного забезпечення про гірничо-геологічні умови фактичним даним;
- невідповідність технічного проекту на буріння свердловини, насамперед конструкції свердловини, гірничо-геологічним умовам буріння;
- організаційні фактори: несвоєчасне постачання буровими інструментами і матеріалами, низька кваліфікація і виконавська дисципліна бурового персоналу та ін.

Виникнення і несвоєчасна ліквідація одного ускладнення може спровокувати інше. Наприклад, поглинання промивальної рідини може викликати флюїдопроявлення у іншого пласта, причому флюїд може досягти устя свердловини, а може тільки перетікати з одного пласта в інший.

## Ускладнення при бурінні вічномерзлих порід
Гірські породи називаються мерзлими або кріогенними, коли їх температура нижче 0°С, а вода, що входить до їх складу, повністю або частково знаходиться в твердому стані, тобто у вигляді льоду. Розрізняють три види кріогенної структури мерзлих порід: масивну; шарувату, в якій лід знаходиться у вигляді орієнтованих в одному напрямку лінз і прошарків; сітчасту, де лінзи і прошарки льоду перетинаються.
Потенціально ускладнені розрізи представлені мерзлими породами з текстурою першого типу. Вони складаються з галечника, піску, глинистих відкладів та їх різновидностей, зцементованих льодом. Склад твердої мерзлої породи в розрізі помітно відмінний.
Вміст льоду в породі оцінюється коефіцієнтом льодитості, що являє собою відношення об'єму (маси) льоду до об'єму (маси) всього взірця породи. Чим більший коефіцієнт льодистості, тим більша велика передумова до ускладнень у процесі буріння при фазових переходах, тобто при таненні льоду. Об'ємний коефіцієнт льодистості досягає 0,2, а інколи доходить і до 0,4.